# Stefania roraimae
Espèce
Statut de conservation UICN

 EN  : En danger
Stefania roraimae est une espèce d'amphibiens de la famille des Hemiphractidae.

## Répartition
Cette espèce est endémique du Guyana. Elle se rencontre de 1 234 à 1 550 m d'altitude sur les monts Roraima, Ayanganna et Wokomung.

## Description
La femelle holotype mesure 46 mm.

## Étymologie
Son nom d'espèce lui a été donné en référence au lieu de sa découverte, le mont Roraima.

## Publication originale
- Duellman & Hoogmoed, 1984 : The taxonomy and phylogenetic relationships of the hylid frog genus Stefania. Miscellaneous Publication, Museum of Natural History, University of Kansas, vol. 75, p. 1–39 (texte intégral).